# Laccaria montana
Laccaria montana är en svampart som tillhör divisionen basidiesvampar, och som beskrevs av Rolf Singer. Laccaria montana ingår i släktet Laccaria, och familjen Hydnangiaceae. Arten har ej påträffats i Sverige.